# ゾルファガール
ゾルファガール(ペルシア語：ذوالفقار, [zuːl.fæ.ʁɒːɹ]、英字表記例：Zolfaghar)は、イランが開発・製造し、イラン陸軍が運用する主力戦車である。情報がほとんど公開されておらず、現在でも詳細な性能が不明な謎の戦車である。
名称のゾルファガールは、イスラム教シーア派の初代イマームであるアリー・イブン・アビー＝ターリブが使ったという剣「ズルフィカール」（ないしはズルファカール）のペルシア語発音に因む。日本では英字表記の英語読み経由でカタカナ化されたと思われるズルフィクァと表記されることがある。

## 開発
開発の経緯は不明だが、イラン・イスラム革命以前に導入したチーフテンやM48A5、M60パットンなどの西側諸国製の戦車がイラン・イスラム革命による国交断絶により整備に支障をきたすようになり、また性能の陳腐化やイラン・イラク戦争での消耗も相まって、これら西側戦車の技術とイラン・イスラム革命後にもたらされたT-72の技術を応用した新型戦車の開発を開始したと考えられている。
1994年にイラン・イスラム共和国軍によって開発が発表され、1996年に試作車が完成。1997年に量産が開始されたとされている。

## 車体

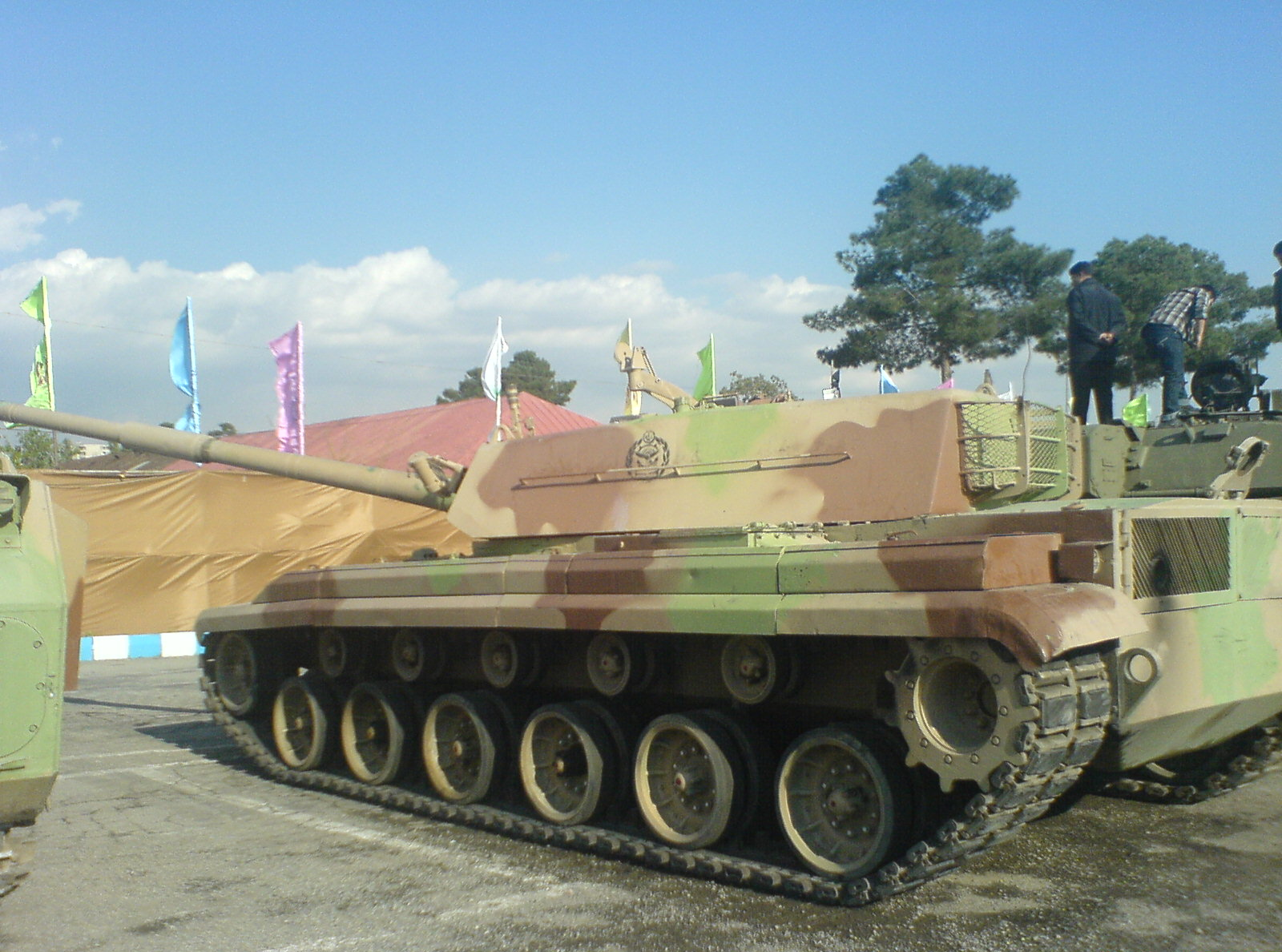
側面からみたゾルファガール1（2009年4月11日）

車体は特に前部のライトの配置などがM60にかなり類似している。転輪やキャタピラもM48やM60に類似するが、補助転輪は5つに増加している。
砲塔はM1エイブラムスに類似した独自の溶接砲塔であり、高さが極めて低く暴露面積の減少に貢献している。
装甲についても不明だが、爆発反応装甲を装備していないことから、複合装甲の可能性もある。
エンジンは不明だが、排気口が車体後部に見えることから、エンジンは1,000hp級のディーゼルエンジンと考えられている。最高速度はイラン・イスラム共和国軍によると70 km/hと発表されている。

### 車内
照準器は光学式照準器が主力である。砲弾は手動装填で、薬室は隔壁化せずに砲塔バスルの弾薬架とバスケット床上に配置、　バッテリーも剥き出しの状態で操縦手席の直下に配置され、第二世代主力戦車的なレイアウトであることが確認できる。

## 兵装
主砲は、ロシア製(もしくはイラン国内でのライセンス生産品)の125mm滑腔砲と考えられている。
射撃統制装置はレーザー測距儀が主砲基部に見えることから、第三世代主力戦車並みの高度なものが搭載されていると考えられている。
当初は副武装を有していなかったが、後にDShKM 12.7 mm機関銃を砲塔左側キューポラに装備したタイプの存在が明らかになった。同軸機関銃については不明で、装備すらしていないとも言われている。

## 運用
1997年に量産が開始されて以来、対空機銃の装備やサイドスカートの装備などの改良が行なわれている。
現在もチーフテンやT-72、サフィール74（イスラム革命防衛隊によるT-55、59式戦車、69/79式戦車の独自改良型）と共に軍事パレードに多数登場しており、かなり多数が配備されているようである。
近年になってスーダン軍の軍事パレードにゾルファガールが登場した。

## バリエーション
ゾルファガール1
2003年のイラン・イラク戦争開戦23周年記念パレードで公開された基本型。対空機銃は装備されていないが、銃架を装備しているため、通常時は対空機銃を装備していると考えられる。2001年まで製造されていたという。
ゾルファガール2
砲塔側面をチーフテンのように拡大。ゾルファガール3のテストベッド車両と言われている。
ゾルファガール3
ゾルファガール1を基にサイドスカートを装備した改良型。転輪が片側7個に増え、主砲防盾上に遠隔操作機銃を追加、ライトをフェンダー上部に移動、右側キューポラにMG3A1機関銃を装備している。また発煙弾発射機をチーフテンやM60A1に搭載されているものに変更されている。
スーダン陸軍のゾルファガール
近年軍事パレードに登場したタイプで、96式や99式戦車と同様のゴム製サイドスカートを装備。